# Courtnay Pilypaitis
Courtnay Pilypaitis (11 de fevereiro de 1988) é uma basquetebolista profissional canadense.

## Carreira
Courtnay Pilypaitis integrou a Seleção Canadense de Basquetebol Feminino em Londres 2012 que terminou na oitava colocação.